# Алезані
Алезані́(фр. Alesani корс. Alesani) — річка Корсики (Франція).
Довжина 24,6 км, витік знаходиться на висоті 1600 метрів над рівнем моря між горами Пунта ді Калдане (Punta di Caldane) (1724 м) і Пунта Вентоса (Punta Ventosa) (1686 м). Впадає в Тірренське море.
Протікає через комуни: Пйобетта, Таррано, П'єтрикаджо, Переллі, Валле-д'Алезані, П'яццалі, Новале, Ортале, П'єтра-ді-Верде, Сант'Андреа-ді-Котоне, К'ятра, Сан-Джуліано (перелік вказаний від витоку до гирла) І тече територією департаменту Верхня Корсика і в кантоні Орецца-Алезані (d'Orezza-Alesani), Мота-Верде (Moïta-Verde), Камполоро-ді-Моріані (Campoloro-di-Moriani).